# Etimología de Afganistán

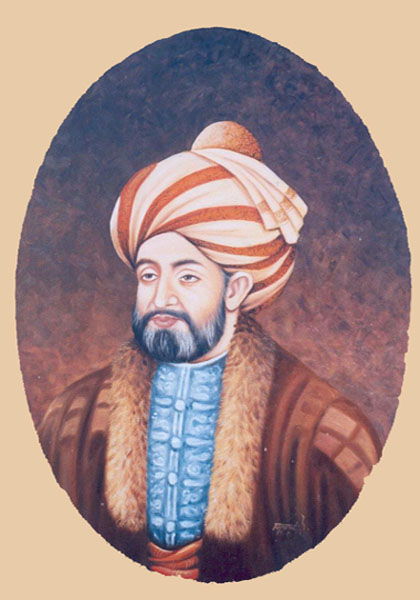
Afganistán es cultura

«Afganistán» es un topónimo que significa literalmente ‘tierra de los afganos’, donde afgano es sinónimo de pastún. El significado más preciso de afghan- ha sido discutido y se han propuesto varias hipótesis, en cambio el formativo -stan (también presente en otros topónimos de la región: Pakistán, Tayikistán, Turkmenistán, Uzbekistán, etc) es de origen persa (-stan 'país', del proto-indoiranio *stanam 'lugar'). En la transcripción Afghanistán el dígrafo gh representa el sonido fricativo velar sonoro [ɣ].

## Teorías principales para «afgano»
La forma afghan- llegó a las lenguas occidentales a través del árabe Afġān (transliteración para افغان [ʔafɣɑːn].]) que a su vez parece proceder del persa medio Abgân (el término está documentado ya en el período sasánida). En cuanto al origen último de la forma abgân ha existido cierta discusión sobre su origen.
Vista etimológicamente y sostenida por numerosos eruditos, el nombre Afgano deriva posiblemente del sánscrito Aśvaka, del Assakenois del escritor griego clásico Flavio Arriano. Esta teoría fue propuesta por eruditos como el Dr. Cristian Lassen, J. W. McCrindle, etc., y ha sido sostenida por numerosos eruditos modernos.
En sánscrito, la palabra áśva (iranio aspa, prácrito assa) significa ‘caballo’.
Aśvaka (prácrito assaka) significa ‘criador de caballo’. En tiempos del precristianismo la gente del este de Afganistán eran conocidos como ashvakas (criadores de caballos), desde que ellos comenzaron a criar finos caballos y de tener una reputación por suministrar expertos soldados de caballería.
En el siglo V a. C. el gramático indio Panini los llama aśwakaiana y aśwaiana respectivamente. Los escritores clásicos griegos usan respectivamente los equivalentes aspasios (o aspasii, hippasii) y assakenois (o assaceni/assacani, asscenus), etc. Los aspasios/assakenois (ashvakas, criadores de caballos) son declarados por otro nombre por los kamboyas de antiguos textos debido a sus características ecuestres. En antiguos textos en lengua Pali, la tierra Kamboja es descrita como tierra de caballos. Se han visto vestigios del nombre Assakenoi en el Aspin de Chitral y en el Yashkun de Gilgit, según el Dr J. W. McCrindle.
En la Enciclopedia iránica se refiere:
- Debido a un cierto límite, y del punto de vista etimológico, "afgano" es el término por el cual los hablantes persas de Afganistán (y los hablantes no pastunes, generalmente grupos étnicos) designan al pastún. La identificación Afgano y Pastún se ha propagado todo el tiempo, aún más allá de Afganistán, debido a que la confederación tribal pastún es claramente la más importante en el país, desde el punto de vista numérico y político.

Lejanamente explica:
- El término «afgano» fue probablemente como se les llamaba a los pastún desde tiempos antiguos.

A comienzos del siglo VI, el astrónomo indio Varāha Mijira (en su Brijat Sanjita) menciona por primera vez a este grupo étnico con el nombre avagānā.
Esta información es sostenida por la tradicional literatura pastún; por ejemplo en los escritos del poeta pastún Jushal Jan Jattak (siglo XVII):
- «Saque su espada y mate, eso dicen los pastunes y los afganos, que no son uno! Los árabes conocen esto y también los romanos: los afganos son pastunes, los pastunes son afganos!».

-Stan, la última parte del nombre Afganistán, es un sufijo indo-iraní de lugar, proveniente del idioma persa.
Con respecto al uso moderno del nombre Afganistán, la Enciclopedia del islam indica:
- El nombre Afgānistān nació solamente como nombre a mitad del siglo XVIII,

Sin embargo este término Afganistán (como ‘tierra de los afganos’), fue mencionada en el siglo XVI por el emperador mogol Babur en sus memorias, refiriéndose a los territorios al sur de Kabul donde fueron habitados por los pastunes (que Babur llama «afganos»).